# Mezzane di Sotto
Mezzane di Sotto (velenceiül Mezane de Soto) település Olaszországban, Veneto régióban, Verona megyében. Lakosainak száma 2551 fő (2023. január 1.). Mezzane di Sotto Illasi, San Martino Buon Albergo, Tregnago, Lavagno és Verona községekkel határos.

## Népesség
A település népességének változása:
| Lakosok száma | 2483 | 2498 | 2551 |
|               | 2017 | 2018 | 2023 |